# Maria de Valdés Álvarez
Maria de Valdés Álvarez (Fuengirola, 19 ottobre 1998) è una nuotatrice spagnola, medaglia d'argento nella 5 km di fondo agli europei di Roma 2022 e nella 10 km nel 2024 ai mondiali di Doha.

## Palmarès
- Mondiali

Doha 2024: argento nella 10 km.
- Europei di nuoto/fondo

Roma 2022: argento nella 5 km.
Cittavecchia 2025: bronzo nella 5 km.